# 니플룽 일족의 멸망

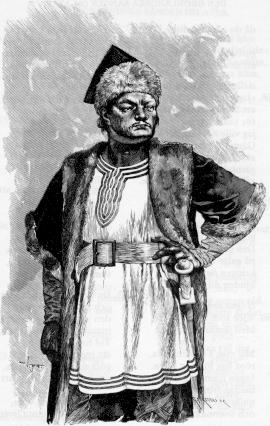
아틀리(=아틸라)는 〈니플룽 일족의 멸망〉에서 복수를 위해 부르군트족의 귀족들을 죽여 버린다.

〈니플룽 일족의 멸망〉(고대 노르드어: Dráp Niflunga 드라프 니플룽가)는 《고 에다》에서 〈브륀힐드의 저승 가는 길〉과 〈구드룬의 두 번째 서사시〉 사이에 있는 짧은 산문이다. 헨리 애덤스 벨로우스는 자신의 해설서에서 이 부분의 목적이 시가 사이의 서사적 관계를 부여하기 위한 것이라고 언급해 놓았다.
앞서 시구르드와 브륀힐드가 모두 죽어버리고, 〈니플룽 일족의 멸망〉에서는 구드룬의 두 번째 남편이 된 브륀힐드의 오라비 아틀리가 브륀힐드의 복수를 하기 위해 구드룬의 형제 군나르와 호그니를 잡아 죽인다.